# Spaltblumen

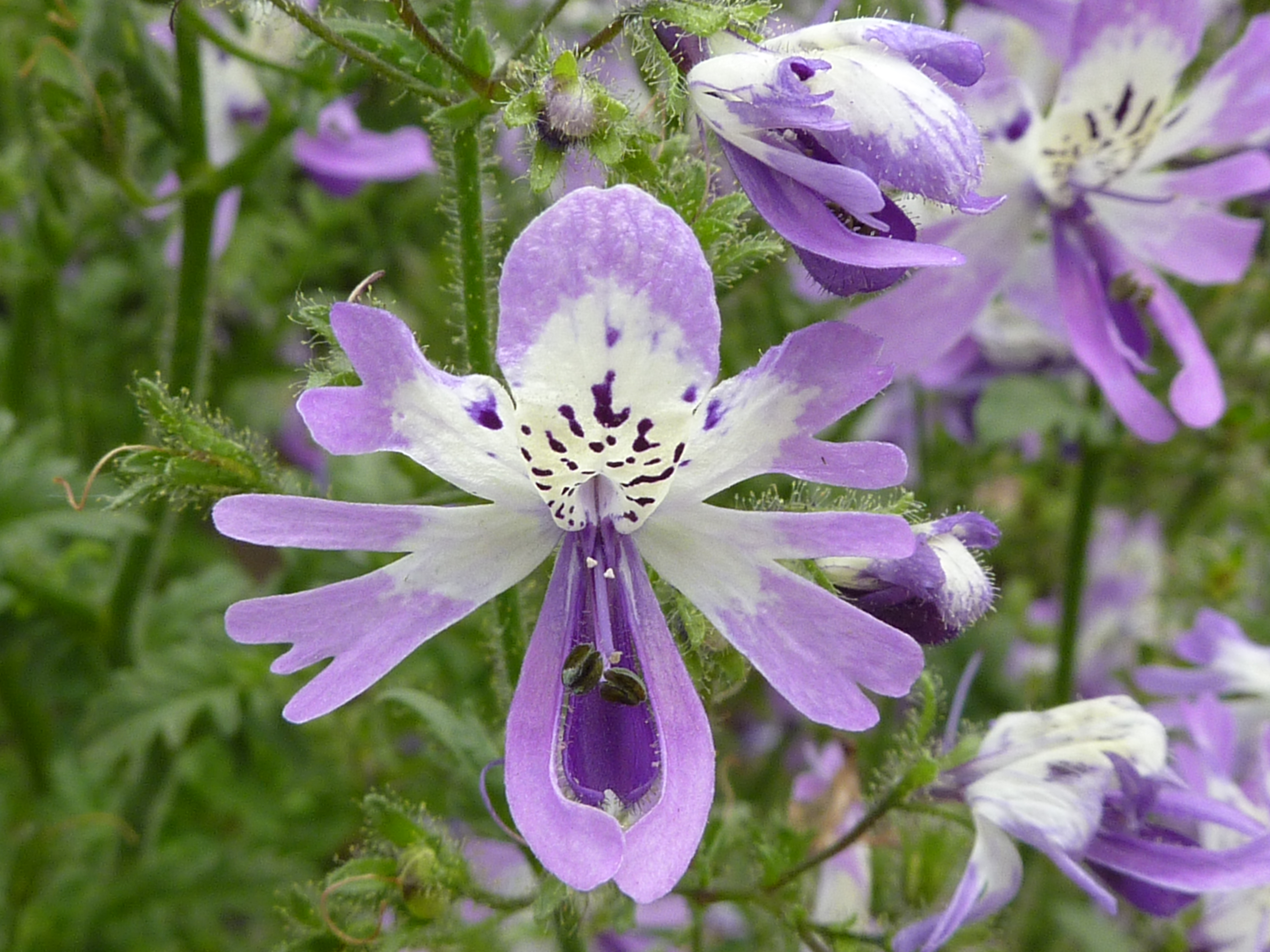
Blüte von Schizanthus pinnatus

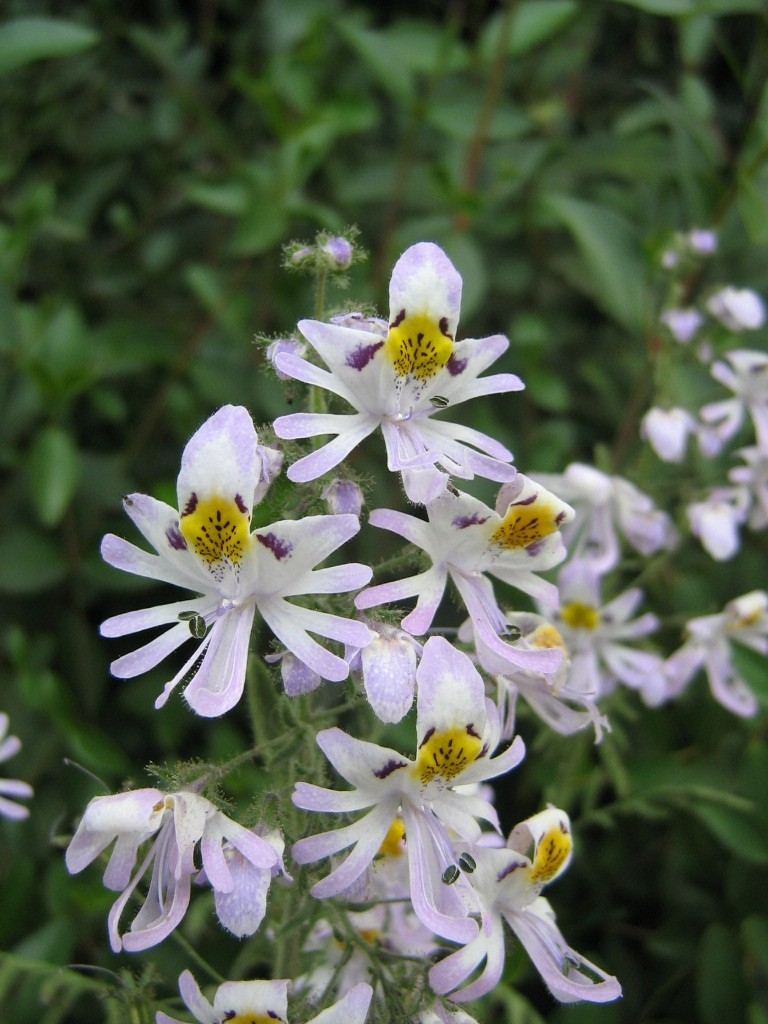
Schizanthus pinnatus

Die Spaltblumen (Schizanthus) oder Schmetterlingsblumen bilden die einzige Gattung der Unterfamilie Schizanthoideae innerhalb der Familie der Nachtschattengewächse (Solanaceae). Vor allem aufgrund der stark zygomorphen Blüten unterscheiden sie sich stark von anderen Vertretern der Familie. Die Gattung ist in Chile endemisch. Synonyme für Spaltblume sind Bauernorchidee (ein Vermarktungsname) oder Orchidee des kleinen Mannes.

## Beschreibung

### Vegetative Merkmale
Spaltblumen sind ein- oder zweijährige krautige Pflanzen, mit teilweise verholzter Basis, die Wuchshöhen von (25 bis) 75 (bis 100) cm erreichen. Die Oberfläche der kompletten Pflanze ist durch drüsige Trichome meist klebrig. Die stark gefiederten Laubblätter sind 3 bis 9 (14) cm lang. Die einzelnen gefiederten Blattteile sind entferntstehend, ganzrandig, leicht gezackt, gelappt, fiederspaltig oder gebuchtet. 

### Blüten
Die zygomorphe Blüte ist fünfzählig. Die Blütenstiele sind 3 bis 25 mm lang, weiterwachsend, manchmal zurückgebogen. Zur Blütezeit sind die Blüten um etwa 72 Grad gedreht. Der Kelch ist (2) 5 bis 8 (13) mm lang, die einzelnen Segmente leicht unterschiedlich, linear oder spatelförmig, eng, stumpf. Im Gegensatz zu den meisten anderen Nachtschattengewächsen sind die Kelchblätter kaum miteinander verwachsen. Die Krone ist (7) 14–44 mm lang, die Kronenröhre 8 bis 28 mm, manchmal nur 1,5 bis 4 mm. Die fünf Kronblätter sind stark unterschiedlich geformt: ein nach vorn stehendes, zwei seitliche und zwei nach hinten stehende, wobei die letzteren zu einem Schiffchen vereint sind. Die Blüten sind meist einfarbig oder stark unterschiedlich mehrfarbig, weiß nur in Ausnahmefällen. Die fertilen Staubbeutel sind 1,8 bis 3,2 mm lang und sitzen an 3,3 bis 4,8 mm langen Staubfäden. Die sterilen Staubbeutel sind nur 0,5 bis 1 mm lang und sitzen entweder an langen Staubfäden oder sind fast aufsitzend. 

### Früchte und Samen
Die Früchte sind eiförmig-prismatische Kapselfrüchte mit stumpfen oder gerundeten Spitzen. Sie werden 4 bis 10 mm lang und enthalten meist 12 bis 34 (selten 9 bis 40) Samen. Die Samen messen 0,4 bis 1 mm im Durchmesser, sind meist eiförmig oder nierenförmig und dann 1 bis 2,1 mm lang oder selten auch nahezu kugelförmig.

### Inhaltsstoffe
Nicht nur durch die Morphologie, sondern auch durch die enthaltenen Alkaloide unterscheiden sich Spaltblumen von den meisten anderen Nachtschattengewächsen. In Untersuchungen wurden 15 für die Familie untypische Tropanalkaloide gefunden. Einige von ihnen enthalten typische strukturelle Eigenschaften von Säureestern, die in keinem anderen Tropanalkaloid der Nachtschattengewächse gefunden worden sind.

## Vorkommen
Die Gattung ist in Chile heimisch, ist im Gebiet zwischen Antofagasta im Norden bis zum Llanquihue-See im Süden zu finden, zwei Arten sind auch im Grenzgebiet auf argentinischer Seite zu finden. Drei Arten und einige Hybriden werden als Zierpflanzen kultiviert.

## Ökologie
Die meisten Arten werden von Bienen bestäubt, nur drei Arten von Nachtfaltern.

## Systematik

### Äußere Systematik
Innerhalb der Nachtschattengewächse (Solanaceae) nehmen die Spaltblumen eine basale Stellung ein, phylogenetische Untersuchungen stellen die Gattung als Schwesterklade zur gesamten restlichen Familie. Viele Merkmale, wie beispielsweise die starke Zygomorphie der Blüten, nur zwei fertile Staubbeutel und die Drehung der Blüten ist weder bei anderen Nachtschattengewächsen noch innerhalb der Schwesterfamilie der Windengewächse (Convolvulaceae) zu finden; daher werden diese Merkmale als Autapomorphien (abgeleitete Merkmale) interpretiert.

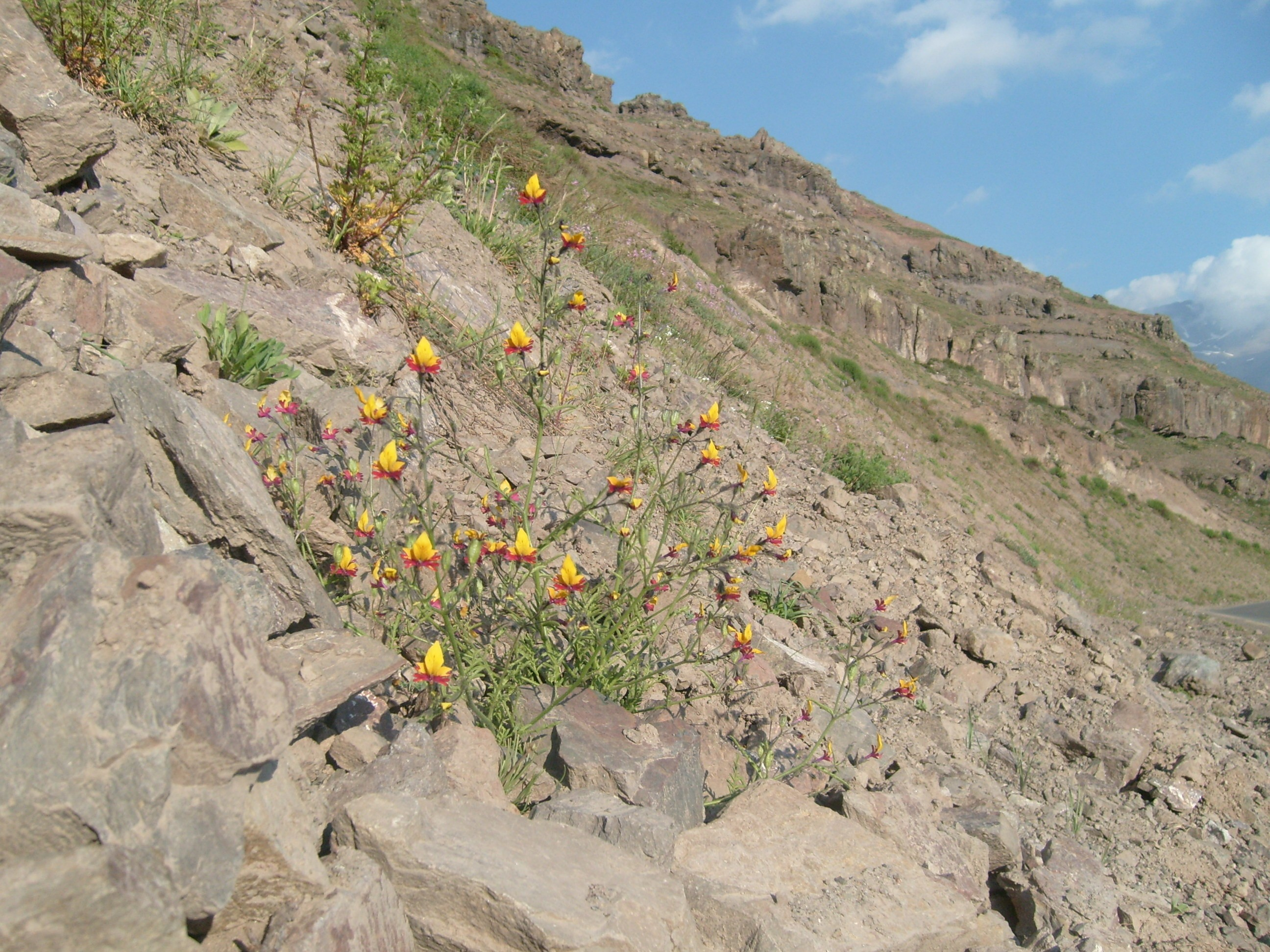
Die Abgestumpfte Spaltblume (Schizanthus grahamii) am Naturstandort in Chile

### Innere Systematik
Innerhalb der Gattung werden zwölf Arten unterschieden:
- Schizanthus alpestris Poepp. ex Benth.: Zentrales Chile.[3]
- Schizanthus candidus Lindl.: Nördlich-zentrales Chile.[3]
- Abgestumpfte Spaltblume (Schizanthus grahamii Gill. ex Hooker): Sie kommt in Argentinien und in Chile vor.[4]
- Schizanthus hookeri Gillies ex Graham: Zentrales Chile bis westlich-zentrales Argentinien.[3]
- Schizanthus integrifolius Phil.: Nördlich-zentrales Chile.[3]
- Schizanthus lacteus Phil.: Nördliches Chile.[3]
- Schizanthus laetus Phil.: Nördliches Chile.[3]
- Schizanthus litoralis Phil.: Nördliches und zentrales Chile.[3]
- Schizanthus parvulus Sudzuki: Chile.[3]
- Gefiederte Spaltblume (Schizanthus pinnatus Ruiz & Pav.): Sie kommt nur in Chile vor.[4]
- Schizanthus porrigens Graham: Zentrales Chile.[3]
- Schizanthus tricolor Grau & Gronb.: Zentrales Chile.[3]

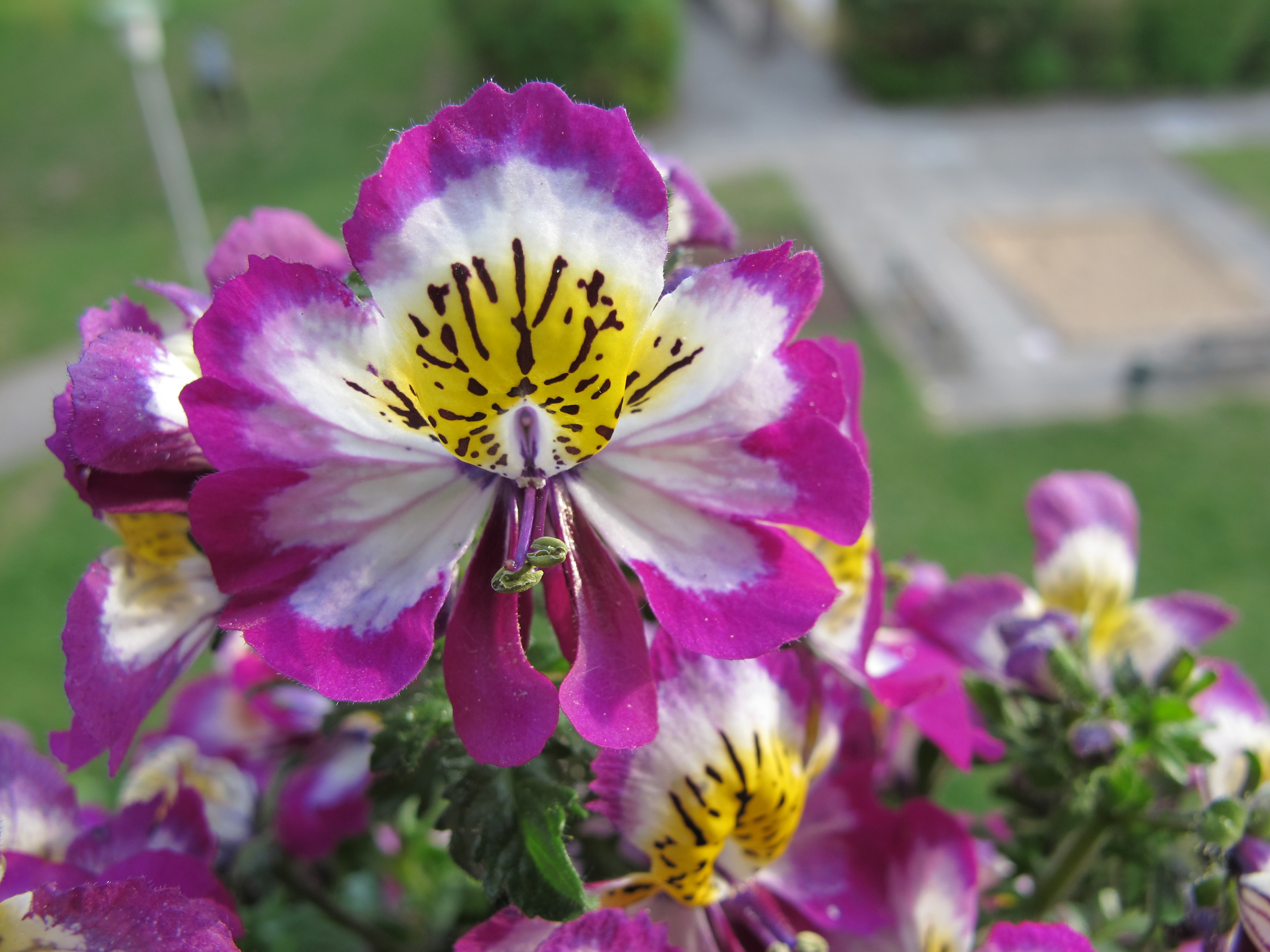
Schizanthus x wisetonensis

Zudem sind einige Hybriden bekannt (Auswahl):
- Schizanthus hybridus
- Hybrid-Spaltblume (Schizanthus × wisetonensis H. Low; Syn.: Schizanthus grahamii x Schizanthus pinnatus)